# Ayenia peninsularis
Ayenia peninsularis är en malvaväxtart som beskrevs av T. S. Brandegee. Ayenia peninsularis ingår i släktet Ayenia och familjen malvaväxter. Inga underarter finns listade i Catalogue of Life.